# Goodbye Mr A
"Goodbye Mr A" è il secondo singolo del gruppo pop rock inglese The Hoosiers, tratto dal loro album di debutto, The Trick to Life (2007).

## Descrizione
La canzone è scritta nella tonalità di si maggiore ed è stata creata in memoria dell'insegnante di inglese della scuola del frontman Irwin Sparkes, Jonathan "Mr A" Anderton, dopo che Sparkes venne a sapere della sua morte nel 2006. È stata notata la sua somiglianza con il singolo "Mr. Blue Sky" degli Electric Light Orchestra. Pubblicata l'8 ottobre 2007, la canzone ha dato al gruppo il secondo singolo nella top-five del Regno Unito, entrando nella classifica inglese al numero 5 il 14 ottobre 2007 e salendo al massimo al numero 4, la settimana seguente.

## Video musicale
Il video musicale di Goodbye Mr A ricorda i fumetti di supereroi e la cultura popolare, come la serie televisiva Batman degli anni '60. Nel video, the Hoosiers rapiscono Mr A, un personaggio dei fumetti e il più grande supereroe del mondo. Poi prendono il suo posto combattendo il crimine come antieroi incompetenti. Nonostante alla fine sia stato sparato nello spazio, Mr A. sopravvive e apre gli occhi; questo è un riferimento al film I Fantastici 4 e Silver Surfer.

## Tracce
CD singolo nel Regno Unito
1. Goodbye Mr A (radio edit) – 3:48
2. Worried About Ray (live on Virgin Radio) – 4:29

## Classifiche

### Classifiche settimanali
| Classifica (2007)          | Posizione massima |
| -------------------------- | ----------------- |
| Europa (Eurochart Hot 100) | 15                |
| Irlanda (IRMA)             | 23                |
| Polonia (ZPAV)             | 44                |
| Scozia (OCC)               | 16                |
| UK Singles Chart (OCC)     | 4                 |

### Grafici di fine anno
| Classifica (2007)      | Posizione |
| ---------------------- | --------- |
| UK Singles Chart (OCC) | 60        |

| Classifica (2008)      | Posizione |
| ---------------------- | --------- |
| UK Singles Chart (OCC) | 137       |